# Saint-Étienne-de-Lisse
Saint-Étienne-de-Lisse é uma comuna francesa na região administrativa da Nova Aquitânia, no departamento de Gironda. Estende-se por uma área de 7,09 km². Em 2010 a comuna tinha 217 habitantes (densidade: 30,6 hab./km²).